# Aspicarpa salicifolia
Aspicarpa salicifolia är en tvåhjärtbladig växtart som först beskrevs av Chod., och fick sitt nu gällande namn av Franz Josef Niedenzu. Aspicarpa salicifolia ingår i släktet Aspicarpa och familjen Malpighiaceae. Inga underarter finns listade i Catalogue of Life.